# The Black Angels
The Black Angels sind eine Psychedelic-Rock-Band aus Austin (Texas).

## Geschichte
Gegründet wurden The Black Angels im Mai 2004. Der Name stammt vom Velvet Underground Lied The Black Angel’s Death Song.
Im Jahr 2005 waren The Black Angels auf dem Doppelalbum Psychedelica Vol.1 von Northern Star Records vertreten. Zusammen mit der wachsenden Popularität ihrer MySpaceseite ermöglichte dies einen großen Sprung ihres Bekanntheitsgrades in der Undergroundszene.
Am Freitag, dem 5. August 2007, traten sie beim Lollapalooza in Chicago auf. Unter anderem folgten auch Auftritte bei SXSW 2006 & 2008 und All Tomorrow's Parties 2008. Tourpartner waren die Blues-Rock-Band, The Black Keys, Black Rebel Motorcycle Club, The Warlocks, Roky Erickson, The Brian Jonestown Massacre, Queens of the Stone Age, The Raveonettes und Wolfmother.
Das Debütalbum Passover wurde innerhalb der Independent-Rock-Gemeinschaft allgemein gut angenommen und für seine düstere Stimmung und lyrischen Gehalt gewürdigt.
Lieder der Band wurde auf dem Soundtrack des Death Sentence veröffentlicht, ebenso in der zweiten Episode der FOX-Serie Fringe – Grenzfälle des FBI und in der neunten Episode von Californication sowie in der ersten Episode von True Detective.
Zwischen dem 28. Oktober und dem zweiten November 2008, traten The Black Angels als Band von Roky Erickson auf; eine zukünftige Veröffentlichung der gemeinsamen Auftritte ist in Arbeit. Mit der Band UNKLE entstand der Song Natural Selection auf dem Album Where Did the Night Fall.
Vom 23. bis 25. April 2010 veranstalteten The Reverberation Appreciation Society und The Black Angels ihr drittes jährliches Music-and-arts-Festival, das Austin Psych Fest 3. Unter den 43 teilnehmenden Bands sind vor allem The Raveonettes, Pink Mountaintops, The Warlocks, The Gaslamp Killer, Warpaint, Night Beats und die Psychedelic-Rock-Legende Silver Apples hervorzuheben.
Das dritte Bandalbum Phosphene Dream wurde am 14. September 2010 veröffentlicht.
Beim 4. Austin Psych Fest vom 29. April bis zum 1. Mai 2011 waren The Black Angels wieder vertreten.

## Logo
Außer durch den Bandnamen werden The Velvet Underground auch im Bandlogo gewürdigt. Dieses stellt ein kontrastreiches Negativbild der Sängerin Nico dar, die zeitweise Sängerin bei The Velvet Underground war.

## Andere Projekte der Bandmitglieder
- The Viet Minh[5]
- Christian Bland & The Revelators[5]
- The Shine Brothers[5]
- Ghost Songs[6]
- The UFO Club (Christian Bland, Lee Blackwell of Night Beats[7] & others).
- Sweet Tea[8]

## Diskografie

### Alben
- Passover (Light in the Attic Records, 2006)
- Directions to See a Ghost (Light in the Attic Records, 2008)
- Phosphene Dream (Blue Horizon Records, 2010)
- Another Nice Pair (vereinigt die beiden ersten EPs) (Blue Horizon, 2011)
- Indigo Meadow (Blue Horizon Records, 2013)
- Death Song (Partisan Records, 2017)
- Wilderness of Mirrors (Partisan Records, 2022)

### EPs
- The Black Angels (Light in the Attic Records, 2005)
- Black Angel Exit (Light in the Attic Records, 2008)
- Phosgene Nightmare (Blue Horizon, 2011)
- Clear Lake Forest (Blue Horizon, 2014)

### Singles
- The First Vietnamese War b/w Nine Years (veröffentlicht am 21. August 2006)
- Better Off Alone b/w Yesterday Always Knows (veröffentlicht am 28. Mai 2007)
- Doves b/w Drone in G# Major (veröffentlicht am 20. Mai 2008)
- Telephone (veröffentlicht am 3. August 2010)
- Watch Out Boy b/w I'd Rather Be Lonely (veröffentlicht am 21. April 2012)

### Gastauftritte
- Natural Selection auf dem Album Where Did the Night Fall – UNKLE (2010)
- With You In My Head mit UNKLE auf dem Soundtrack zu Eclipse – Bis(s) zum Abendrot (2010)

### TV-/Film-Auftritte
- The Art of Flight
- Beautiful Noise
- Fuel TV’s The Daily Habit
- Numbers – Die Logik des Verbrechens
- Fringe – Grenzfälle des FBI
- Dr. House
- Californication
- The Limits of Control
- Death Sentence
- Dirt
- No Country for Old Men (Trailer)
- While She Was Out
- Bones – Die Knochenjägerin (Hintergrundmusik für A House of Horror)
- True Detective
- The seventh day

### Sonstiges
- Fable III (Computerspiel) (Trailer)
- The Darkness II (Computerspiel) (Trailer)
- Spec Ops: The Line (Computerspiel)
- The Last of Us Part II (Computerspiel)
- GTA V (Computerspiel)